# シックス・フラッグス・オーバー・テキサス

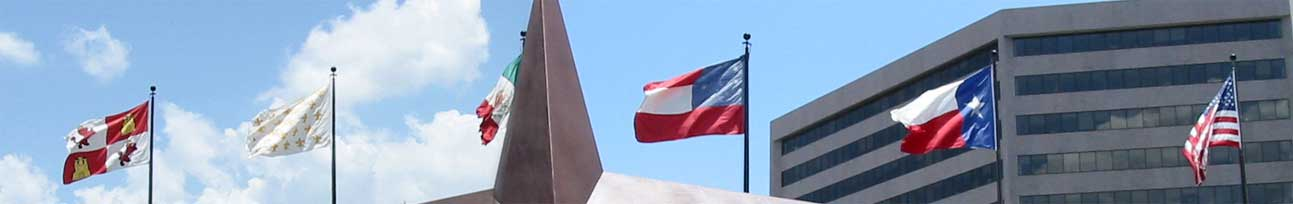
テキサス州立歴史博物館に掲げられたシックス・フラッグス

テキサス州章の裏面

シックス・フラッグス・オーバー・テキサス（英語: Six flags over Texas）とは、現在アメリカ合衆国のテキサス州である土地で主権を持ったことのある6つの国を表現する時に用いるスローガン。6つの国とはスペイン、フランス、メキシコ、テキサス共和国と現在のアメリカ合衆国、および南北戦争中のアメリカ連合国である。テキサス州章 (Seal of Texas) の裏面デザインにも6つの旗がデザインされている。
このスローガンは、ショッピングモールやテーマパーク（シックスフラッグス）、その他の企業に使われている。

## スペイン

?スペイン領ヌエバ・エスパーニャ時代の旗
?スペイン領ヌエバ・エスパーニャ時代の旗

第一の旗はスペイン領ヌエバ・エスパーニャ時代のスペイン本国のもので、1529年から1685年、1690年から1810年のスペイン領テキサスそれぞれの間、スペインが統治した。この時代に使用されたスペインの旗は2種類あった。どちらのデザインも、「城とライオン」が盛り込まれていて、カスティーリャ王国とレオン王国の紋章に由来する。

## フランス

?フランス領テキサス時代の旗

第二の旗はフランス領テキサス時代、1685年から1690年のもの。1684年、フランス貴族のロベール＝カブリエ・ド・ラ・サールがテキサスのメキシコ湾岸にセントルイス砦を建ててフランスの植民地とした。植民地は成功せず、ラサールが殺された後にすぐ断念された。この時期、公式なフランスの旗はなかったので、多くの異なるデザインの旗が「シックス・フラッグス」の中に用いられている。

## メキシコ

?メキシコ領時代の旗

第三の旗は、メキシコ臨時政府の時代の旗で、オースティン・キャピタルに掲げられたメキシコの旗は、1823年から1864年までのメキシコの各政権の旗のひとつである。1821年から1836年までのメキシコは、1821年にメキシコ第一帝政（統治期間: 1821年 - 1823年）がスペインから主権を得、その後、メキシコ臨時政府（1823年 - 1824年）とメキシコ合衆国 (19世紀)（1824年 - 1835年）とメキシコ共和国（1835年 - 1836年）が統治した。メキシコ臨時政府の旗は、テキサスがメキシコから1836年に独立を果たすまで使用された。

## テキサス共和国

?テキサス共和国の最初の国旗（バーネット・フラッグ、1836年-1839年）
?テキサス共和国の国旗（ローンスター・フラッグ、1839年- ）現在のテキサス州旗でもある

第四の旗は1836年から1845年までのテキサス共和国時代のものである。共和国はその歴史の中で二つの国旗を持っていて、そのひとつめの旗が青地に黄色い星の、いわゆる「バーネット・フラッグ」である。ふたつめの旗、「ローン・スター・フラッグ」は、現在も州の旗となっている。

## アメリカ連合国

?アメリカ連合国の国旗（1861年）

第五の旗は、1861年から1865年、アメリカ連合国に属する。この時期、アメリカ連合国は3つの旗があった(アメリカ連合国の国旗を参照)。「シックス・フラッグス」には、最初の国旗の「スターズ・アンド・バーズ」が最も一般的に使われる。アメリカ連合国は南北戦争で敗北したため、「シックス・フラッグス」に入る主権国家として道理にかなっているかは議論を呼んでいる。

## アメリカ合衆国

?アメリカ合衆国の国旗（1845年から1861年まで）

第六の旗は1845年から1861年、そして1865年から現在までのアメリカ合衆国の旗である。

## 第七の旗

?リオグランデ共和国の国旗

第七の旗も存在する。テキサス州の南部、リオグランデ川沿いに存在したリオグランデ共和国の旗である。これは、テキサス共和国とリオグランデ共和国が同じ土地を主張していたため、テキサスの旗のひとつとしては考えられていない。しかし、この短命国家だったリオグランデ共和国の首都、ラレドでは、地元の新聞ラレド・モーニング・タイムズが6つの代わりに7つの旗を掲げている。

## ギャラリー

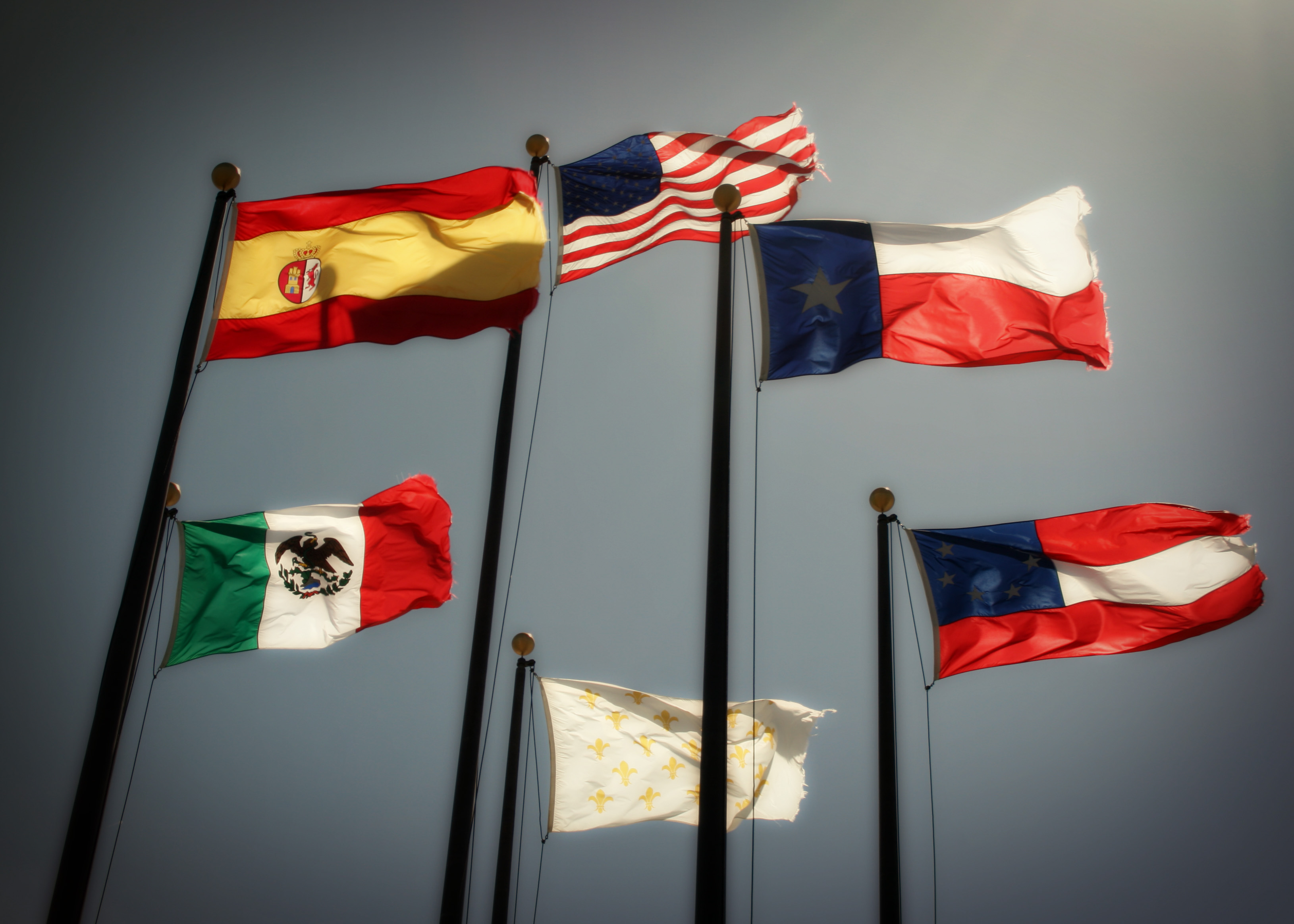
6種の旗
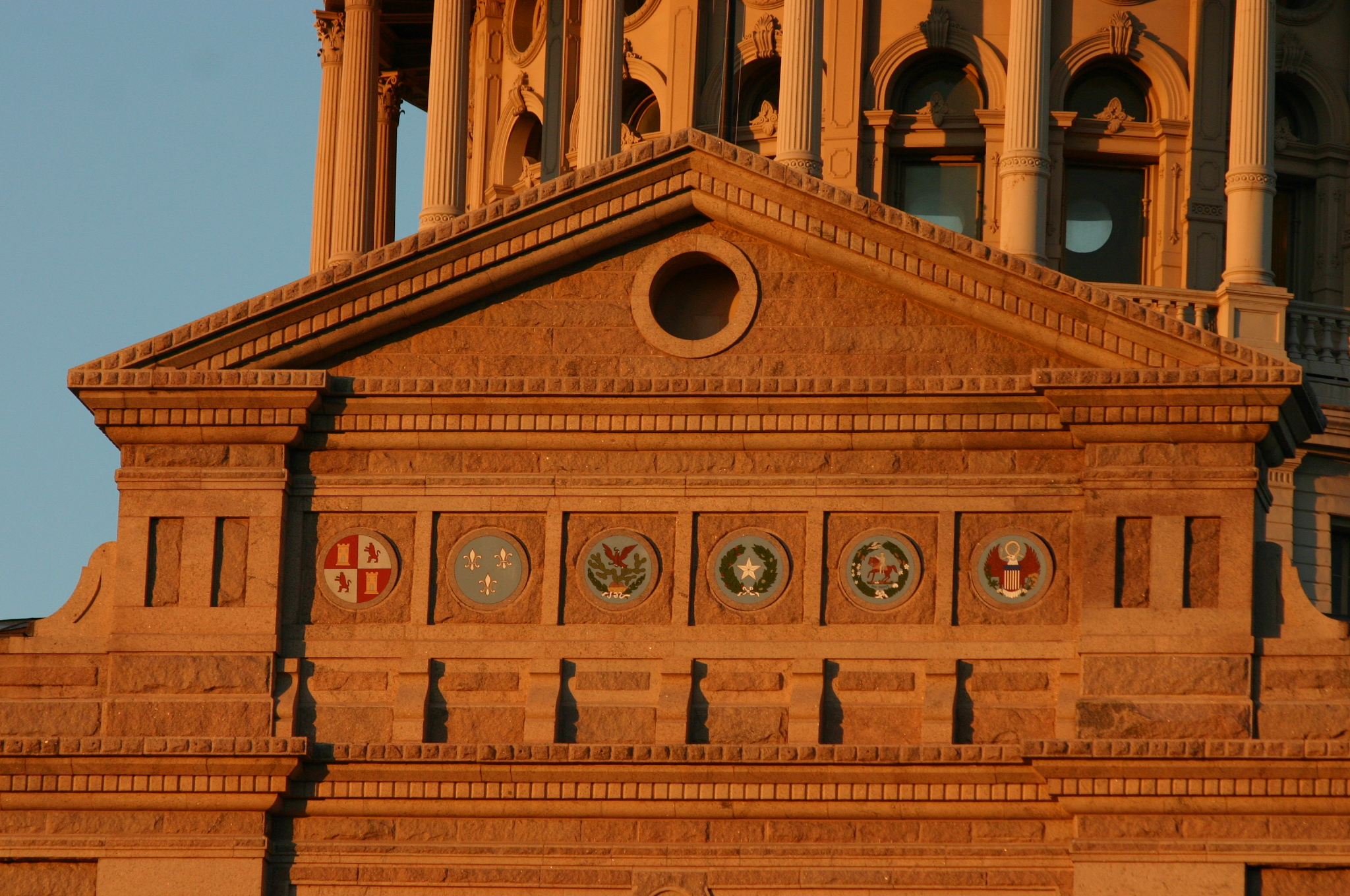
州議会議事堂に掲げられた6つの国章
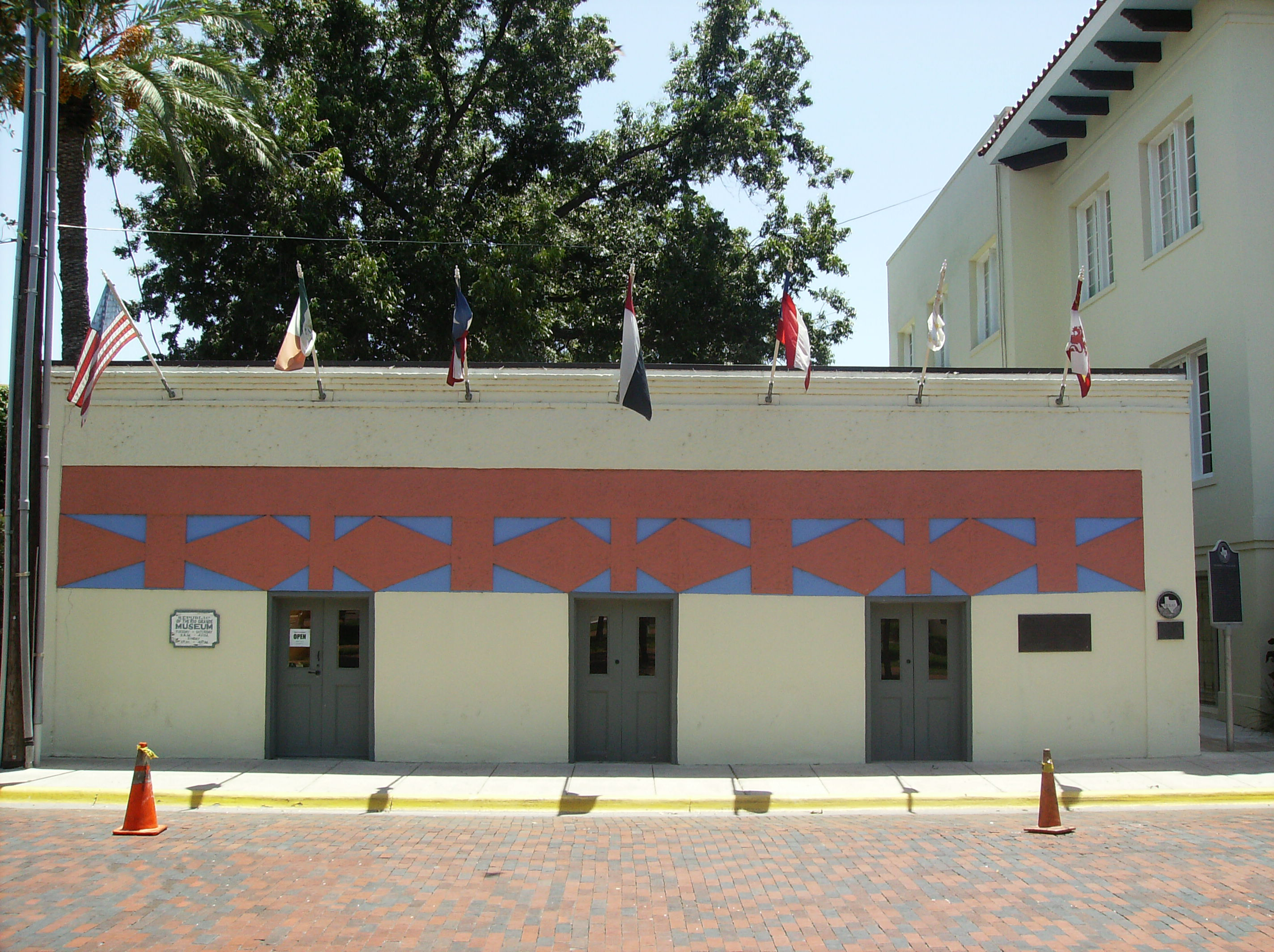
リオグランデ共和国の旧国会議事堂（現在は博物館）には7つの旗が掲げられている